# Lorraine 12 Eb
Le Lorraine 12 Eb est un moteur d'avion développé par le motoriste français Lorraine-Dietrich à partir de 1922. Entre 1924, date de son homologation, et le début des années 1930, plus de 8 000 exemplaires de ce moteur ont été fabriqués, dont 2 000 sous licence. 

## Caractéristiques techniques
Le Lorraine 12 Eb  est  un moteur à explosion à 12 cylindres montés en W. Les cylindres sont montés en trois séries séparées de 60°. Chaque cylindre comprend une soupape d'admission et une soupape d'échappement.
L'alimentation en essence est assurée par deux carburateurs à double-cuve de type Zénith. Les 12 cylindres sont allumés par deux magnétos d'allumage. L’ordre d’allumage est 1-5-9-3-7-11-4-8-12-2-6-10, le cylindre no 1 étant le plus avancé de la rangée de gauche (pour le pilote), le 5 de la rangée du milieu et le 9 de la rangée de droite. La richesse du mélange est contrôlée manuellement par le pilote. Le Lorraine 12 Eb est refroidi à l'eau. 

## Utilisation
En 1922, les ingénieurs de Lorraine-Dietrich, conduits par Marius Barbarou, ont repris une conception mise au point par le britannique Napier & Son utilisée sur le Napier Lion, le moteur d'avion le plus puissant de l'époque. Ils lancent alors une série de moteurs d'avion en W : un moteur à 12 cylindres de 450 ch, un 18 cylindres de 650 ch et un 24 cylindres de 900 ch.
Testé durant l'hiver 1923-1924, le Lorraine 12 Eb remporte le concours d'endurance de mars 1924. Il est homologué à la fin de l'année et plusieurs constructeurs passent immédiatement commande de près d'un millier d'exemplaires. Parmi eux, Potez en fait son moteur de série pour le Potez 25, ce qui assure le succès du moteur. Le prix de vente est fixé à 140 000 francs.
En plus des Potez, le Lorraine 12 Eb équipe notamment le Breguet 19 et le Levasseur PL.4 de la marine nationale française.
Avec ces appareils, le Lorraine participe à l'aventure des grands raids aériens des années 1920, battant les records de distances et de vitesse, ouvrant de nouvelles voies aériennes, notamment grâce à l'Aéropostale, l'Italien Francesco De Pinedo, ou Nungesser et Coli (qui disparaissent en 1927 à bord de l'Oiseau blanc propulsé par le Lorraine). 
À partir des années 1930, le Lorraine 12 Eb comme le Napier Lion subissent la concurrence de moteurs plus puissants et les ventes commencent à baisser. Lorraine se penche sur la construction d'un moteur de 3 200 ch qui se révèle être un échec, alors que l'entreprise connaît des difficultés financières de plus en plus graves. Au total, plus de 8 000 Lorraine 12 Eb ont été construits.

### Fabrication sous licence
La Pologne acheta 723 exemplaires du Lorraine 12Eb qu'elle fit fabriquer sous licence par Polskie Zakłady Skodyà Varsovie. Au total l'aviation militaire polonaise reçut 1 020 moteurs qui équipèrent ses SPAD 61 C1, Breguet 19 B2, Potez 25 A2/B2, PWS-10. 

## Préservation
En France, seuls deux sont encore visibles à la cité des sciences de Paris et au musée historique de l'hydraviation de Biscarrosse. Un autre est visible au musée de l'aviation polonaise de Cracovie.

### Source
- Gérard Hartmann, « Le moteur Lorraine 12 Eb de 450 ch » [PDF], sur hydroretro (consulté le 8 mai 2010)
- « Moteur Lorraine 450 C.V. 12 cylindres en W : description entretien & réglage fonctionnement sur avion », sur avialogs, Société Lorraine des anciens établissements de Dietrich & Cie de Lunéville, 1925 (consulté le 10 octobre 2023)